# 형사 가제트 (1983년 애니메이션)
형사 가제트(Inspector Gadget)는 전신을 사이보그화했지만 그 능력을 제대로 활용하지 못하고 언제나 엉뚱하게 사용하는 주인공 형사 가제트와 조카 페니, 강아지 브레인이 함께 사건을 해결한다는 스토리의 애니메이션이자 부담을. 4개국(미국, 일본, 프랑스, 캐나다) 합작이며 주 제작사는 DiC 엔터테인먼트이다.

## 국내 방영
국내 방영: MBC → iTV
방영년도: 1983~1985(미국, 캐나다), 1985~1988(MBC), 1997~1999(MBC, 재녹음), 2001(iTV)
국내명은 MBC 방영분이 컴퓨터 형사 가제트, iTV 방영분이 형사 가제트. 시즌 2까지 제작되었고 돌아온 형사 가제트라는 신작이 나와 챔프TV에서 방영했다. 2004년에 MBC MOVIES의 어린이 방송시간대 블록 'MBC KIDS'에서도 재편성됐고, 재능TV에서 재더빙으로 방영하기도 했다. 그리고 1990년 초반에 서진통상에서 재더빙하여 비디오로도 나온 바 있다.
MBC판 번역은 박정원, 녹음연출은 박성수 PD였다.

## 스핀오프
한편, 형사 가제트는 한동안 외부 IP의 미디어 믹스에 집중해 온 DiC 엔터테인먼트의 거의 유일한 고유 IP이기도 했다. 이 때문인지 DiC 엔터테인먼트에서도 간간히 특별판이나 스핀오프를 내놓았고, 타 작품의 DVD 피쳐링이나 소개 영상에 가제트가 가이드나 나레이터로 등장했다.
일종의 스핀오프 작으로 가젯보이 & 헤더(국내명 꼬마탐정 가제트)라는 작품이 존재, 가제트가 사이보그가 아닌 인공지능 소년 로봇이라는 독특한 설정의 작품으로 1995년에 프랑스와 미국에서, 대한민국에서는 1996년에 KBS, 1999년에 MBC, 2004년에 SBS에서 방영했다. 이외에도 DiC에서는 형사 가제트 크리스마스를 구하다, 형사 가제트 최후의 사건, 형사 가제트 최대의 사건 등과 같은 극장판 및 특별판 애니메이션도 제작했는데, 작품마다 평이 극과 극으로 상당히 다르지만 "크리스마스를 구하다" 편은 에미상 후보에 오르기도 했다. 이들 상당수도 한국에 VOD 및 DVD를 비롯한 영상매체가 정식 발매된 바 있으며, DiC 엔터테인먼트의 유산들을 가지고 있는 회사인 와일드브레인에서도 최대의 사건을 정식 업로드했다.

## 미디어 믹스
1999년에는 월트 디즈니 컴퍼니 산하에서 실사영화가 개봉했으며, 2003년에 비디오용 속편이 발매되었다. 자세한 이야기는 형사 가제트(1999년 영화) 문서 참조.
2015년, 캐나다의 DHX 미디어와 텔레툰(Teletoon)이 3D 애니로 리메이크하기도 했다. 영문 위키백과. 이는 카툰네트워크 코리아에도 2015년 7월 방영. 가제트 역 배한성을 제외하고는 성우진이 모두 변경되었다. 기본적으로는 초대 형사 가제트의 속편격으로 설정되어 있으며, 클로우 박사 격퇴 후 은퇴해 있던 가제트가 클로우 박사와 MAD의 부활을 이유로 다시 복귀해 활동한다는 내용이다. 코믹함과 진지함을 모두 잡은 초대 가제트에 비하면 작품 분위기가 전반적으로 가볍고 코미디적인 성격이 강한 편이며, 넷플릭스를 통해서 2018년까지 총 4기가 만들어져 운영중이다.(제작 노트)

## 등장인물

### 가제소
문서 참조.

### 가제티니
돌아온 형사 가제트에서 등장한 로봇 2인방. 성우는 한국어판 기준 전태열, 전광주(대원방송).
여기서는 브레인 포지션처럼 가제트가 사건을 해결해주는 일을 많이 맡는다. 이름은 각자 피젯(Fidget)과 디젯(Digit)으로, 가제트와 생김새가 비슷하며 무기도 서로 다르다. 또한 한쪽은 자신을 인간으로 의식하고 있는 반면, 다른 한쪽은 기계로 인식하고 있다는 점도 차이이다.
어떤 에피소드에서는 오류가 심해져서 타락하는 바람에 닥터 클로우의 명령을 받은 적은 있지만 제정신을 차린다. 가제트와 페니 사이에서 활동하는 중계자 역할을 맡고 있으며, 가제트를 따라다니면서 상황을 지켜보는 동시에 페니의 지시를 따라 사건 해결을 돕는 게 주 패턴이다.

### 매드캣
한국명 매드 고양이. 닥터 클로우의 애완 고양이. 닥터 클로우가 기분 좋으면 쓰다듬어 주고, 화가 나면 책상을 내리쳐서 놀라게 한다. 또 장난이 심하다 싶으면 꿀밤을 맞을 때도 있으며, 가제트가 닥터 클로우의 야망을 저지할 때마다 봉변을 당한다. 지못미. 닥터 클로우와 매드캣은 사실 007 시리즈의 패러디. 스펙터 항목 참조. 닥터 클로우의 명대사 후에 언제나 울부짖는 것은 일종의 패턴처럼 되어 있다. 가끔 부하들의 실패(를 모니터를 통하여 알고 클로우 박사가 화를 낼때)에 그 옆에서 킥킥거리고 웃는다. 그러다가 열터진 클로 박사가 내던진 물건에 맞고 헤롱거리기 일쑤. 맞으면서도 또 만져주면 언제 그랬냐는듯 금새 좋아하는 게 은근히 매력. 물에 젖거나 하면 비쩍 마른 몸매가 드러나는 것으로 보아 털이 무척 푹신하고 긴 모양.

### 탤런/탈론
|  |  |

성우는 리온 스미스/탁원정(카툰네트워크, 부메랑), 남도형(EBS)
2015년에 3D 애니메이션으로 나온 형사 가제트 리부트판에서 새롭게 등장한 신캐릭터 악역으로 닥터 클로우의 에이전트 겸 조카다. 그래서 닥터 클로우를 삼촌이라고 부른다. 외형적으로 페니의 또래로 보이며 라이벌 관계, 겉으로는 안 드러내지만 페니를 연모하고 있다. 형사 가제트 시리즈의 팬들은 탈론을 별로 안 반기는 듯한 눈치를 보이기도 했으나, 일부 팬들은 탈론-페니 간의 커플관계를 좋아하는 모습을 보이기도 했다.
그리고 나르시스트 기질이 있다. 심심하면 자뻑하면서 자기 외모를 칭찬하거나 거울을 본다. 삼촌이 하는 일을 비꼬는 일도 잦다. 정말 잘생긴건 맞는지 작중에서 종종 잘생겼다고 언급이 나온다.
맨날 사고만 쳐서 허당으로 보이지만 알고보면 꽤 똑똑한 편이다.

## 한국판 성우진 (MBC, 1985 ~ 1988)
- 배한성 - 형사 가제트
- 김진숙 - 페니
- 탁재인 - 클로우 박사
- 이규연 - 큄비 반장

## 가제트 형사의 도구
죄다 만능이다
- 가제트 만능 헬리콥터 모자의 부속품. 가제트를 대표하는 아이템. 모자에서 프로펠러가 나온다. 비행능력이 좋지만, 자주 고장이 나는 것이 흠. 스페어로 더 가지고 있기 때문에 부서져도 안심.

- 가제트 만능 우산 모자의 부속품. 우산이 나온다. 비가 올 때 쓰는 것 보다는 추락시 낙하산 대용. 낙하시에 높은 확률로 뒤집히지만 안 뒤집힐 때도 있다.

- 가제트 만능 스프링 모자의 부속품. 충격으로부터 머리를 보호한다.

- 가제트 만능 손 모자의 부속품. 모자에서 손이 나온다. 두 개 이상이 나올 수 있으며 총 몇 개인지는 불명. 자동차 운전을 손 대신 하기도 하고, 마치 4차원 주머니처럼 여러 가지 물건을 손에 들고 나오기도 한다. 자주 나오는 물건은 거대한 나무망치, 돛, 꽃다발, 돋보기, 랜턴, 자석, 가위, 전화기 등등. 일부 에피소드에서 오리발이나 냉각 스프레이, 정글도, 톱, 부채, 선풍기, 스크루 등도 넣어둔 것을 확인. 위험한 상황에서 많이 활용되어 무척 유용하다. 앵그리버드에 나오는 버블의 기능이 여기서 온 듯 하다.

- 가제트 만능 쌍안경 모자의 부속품. 줌 기능이 탁월.

- 가제트 경광등 모자에서 나온다. 사이렌 기능도 있는듯.

- 가제트 만능 귀 귓바퀴에서 철판이 나와 소리를 모은다.

- 가제트 만능 목 목이 늘어난다.

- 가제트 만능 넥타이 길이가 늘어나 감길 수 있다. 밧줄 대용으로 많이 사용.

- 가제트 만능 코트 코트의 더블 단추를 당기면 코트가 부풀어 오른다. 주용도는 낙하시 충격완화와 물에 빠졌을 경우의 구명조끼 대용. 스스로 공기를 뺄 수도 있지만 거의 대부분 뭔가에 찔리거나 해서 터지는 클리셰를 가지고 있다. 이러한 기믹은 닌텐도의 게임 수퍼 마리오 월드에도 영감을 준 것으로 보인다. 잘 터지는 반면 부풀어오르는 힘은 굉장해서 묶였을 때 사용하면 무엇으로 묶어두던 간에 대부분 끊어진다. 모자에서 나오는 스크루와 함께 사용하면 다른 사람을 태우는 고무보트로도 활용 가능하다.

- 가제트 만능 팔 팔이 수십m까지 늘어난다. 내구력이 상당하다.주사 맞을때도 편리하다.(...)

- 가제트 만능 수갑 팔의 커프스 단추 있는 부분이 열리며 수갑이 튀어나온다. 한 쪽이 팔에 연결되어 있기 때문에 수갑은 한 쪽만 있으며 자동으로 채워지는 식인 듯. 제일 멀쩡한 성능을 보여준다. 문제는 성능에 관계없이 개그로 승화돼버리지만.(수갑을 채웠는데 도리어 끌려간다던가...) 상대방의 팔뚝 굵기에 맞춰서 다양한 크기의 수갑이 튀어나온다.

- 가제트 비밀 전화기 이동전화기가 손에 내장되어 있다. 엄지에서 안테나를 뽑아내며 엄지가 수화기, 새끼손가락이 송화기가 된다. 일반용도로도 쓸 수 있으나 규정상 쓰지 않고 주 용도는 큄비 반장과의 직통회선.

- 가제트 만능 물총/눈살포기 오른손 검지에서 발사. 주 용도는 화재진압.

- 가제트 만능 레이저 왼손 검지에서 발사. 성능이 슈퍼맨 히트레이 뺨치게 좋아서 무섭다. 본인도 무척 자랑스러워하는 도구. 철문을 녹이고 바위도 부순다. 토스트기를 고친다고 드라이버를 꺼낸다는 게 이걸 꺼내서 토스트기를 녹였다. 참고로 페니는 평소에도 있는 일이라 익숙해진 듯. "그건 만능 레이저에요."라고 하고 끝...

- 가제트 만능 드라이버 왼손 약지에서 나온다. 주로 손목을 돌리는 방식의 스크류 드라이버. 그런데 고치지 못하는 것이 없다(...).

- 가제트 만능 랜턴 왼손 중지에서 나온다.

- 가제트 만능 열쇠 왼손 새끼손가락에서 나온다. 거의 못 여는 것이 없는 것으로 보인다. 열쇠구멍에 잘 끼이는 것이 단점.

- 가제트 만능 펜 오른손 중지에서 나온다. 가끔 잘 안 써진다.

- 가제트 호루라기 오른손 약지에서 나온다.

- 가제트 만능 다리 다리가 늘어난다. 팔과는 달리 용수철 구조로 되어 있어 충격 완화나 점프력 상승 등이 가능하다. 늘어난 다리로 달리면 차도 따라잡는다. 영화에서는 용수철이 아니라 실린더 타입으로 길게 늘어난다.

- 가제트 만능 롤러 스케이트 신발 바닥에서 바퀴가 나온다. 기능은 롤러스케이트와 같지만 차량에 매달린 채로 사용하는 등 위험천만하게 활용.

- 가제트 만능 스케이트 신발 바닥에서 스케이트 날이 나온다. 본인 말로는 스케이트 챔피언이었던 적도 있다고 한다.

- 가제트 만능 스키 신발 바닥에서 스키가 나온다. 꼭 눈이 없더라도 일반 경사로를 미끄러지거나 지렛대로도 쓰는 등 활용 방법은 다양하다.

- 가제트 만능 로켓 신발에서 추진체가 분사되는 듯한 효과가 생긴다. 스케이트의 기능을 보조하기 위한 도구. 상당히 빨라진다. 문제는 이걸 가제트 본인이 제어를 못한다는 것이지만.

- 가제트 만능 자석 신발에서 강력한 자석이 나온다. 스케이트를 멈추게 하거나 벽을 걸어다니는 등의 용도로 사용된다. 아마도 전자석인 듯.

- 가제트 만능 스프링 신발 바닥에서 용수철이 나온다. 점프력이 비약적으로 상승한다. 역시 추락시 충격완화용으로 많이 사용.

- 가제트 모빌 기본적으로 승합차에서 스포츠카로 변신이 가능하며, 길이가 늘어나는 바퀴와 함께 각종 도구들이 내장되어 있다. 스포츠카의 앞범퍼는 집게손이고, 버튼 기능으로 미사일, 웃음가스, 연막탄, 기름, 접착제, 폭죽 등등을 뿌릴 수 있다. 시리즈마다 차종이 계속 바뀌는데, 2002년의 "형사 가제트 최후의 사건"와 "돌아온 형사 가제트(Gadget and Gadgetinis)"에서는 1950~1960년대 스타일의 흰색 투톤 쿠페로 바뀌었고, 2005년 극장판 "형사 가제트 최대의 사건"에서는 비교적 신형의 하늘색 소형 로드스터로, 리부트판에서는 둥글둥글한 3박스 쿠페 스타일의 흰색 소형차로 바뀌었다. 극장판에서는 1, 2편 모두 1961년식 링컨 컨티넨탈 컨버터블이 가제트 모빌로 등장했다.

- 가제트 만능 집 2기에 해당하는 시리즈에 나오는 가제트의 요새. 1기때보다 집이 훨씬 커졌으며, 다양한 자동화 도구들로 편의를 제공받으며 보안도 강화하고 있다. 좋을 것 같지만 집 자체가 가제트스러워서 보안장치를 켜두면 현관에 들어선 손님을 무턱대고 낚아채거나 하며, 조금만 실수하면 계단이 사라지거나 바닥이 열리거나 해서 거주자인 가제트 자신도 잘 다루지 못한다. 물론 페니는 전혀 문제없이 잘 지낸다.

이외에도 단발성으로도 가제트 툴이 엄청 많이 나온다.(입에서 날아가는 틀니라든가, 모자에서 나오는 소형 레이더라든가...)

## 오프닝, 엔딩 모음
본래(=미국, 캐나다) 오프닝으로 초창기 MBC 더빙판 및 iTV 재더빙판도 이 오프닝을 그대로 썼다.(1997년 재방영판)
본래 엔딩, 특이하게도 일본의 경우 NHK 위성아니메극장 방영 당시 이 엔딩을 그대로 틀어준 후 일본어 더빙 스태프롤이 따로 추가된 형태로 방영되었다.
MBC 오프닝은 처음에는 원어판을 쓰다가 나중에 마상원이 작곡하고 민경이 부른 독자 오프닝도 존재했다. 이 경우는 주말 아침으로 시간대를 옮기면서 방영되었는데 1988년 방영판으로 이 오프닝은 꽤 찾기 힘든 편에 속하나, 2021년에 모 유튜버가 공개했다.(영상)
| 나와라 나와라 가제트 컴퓨터 형사 가제트 나와라 나와라 가제트 컴퓨터 형사 가제트 서두르고 덤벙대고 실수만 연발하지만 가제트 다리 가제트 팔 신기한 재주로 범인을 잡아내는 컴퓨터 형사 가제트 |

그 외에도 유튜브를 찾아보면 의외로 뽕짝스런(?) 가제트의 옛 주제가를 꽤 찾을 수 있다.
가제트의 메인 테마 음악은 에드바르 그리그의 페르 귄트 모음곡 중 하나인 '산 속 마왕의 궁전에서'를 리메이크한 것이다. 작곡가는 DiC 엔터테인먼트의 작품들을 비롯한 1980년대 애니메이션들의 사운드트랙을 담당한 작곡가 서키 레비(Shuki Levy)로, 1991년에 셔키 레비와 DiC 엔터테인먼트가 결별한 뒤에는 다른 테마곡들이 제작되었다.
한편 실사영화판의 오프닝은 다음과 같다. 원본 소리가 너무 작은 점, 양해를 바란다.
1999년
2003년(속편)

## 기타
일반적으로 시리즈 간 연결성이 없고 대부분 같은 래퍼토리가 반복된다. 아래와 같은 식.
1. 가제트가 큄비 반장으로부터 지령을 받는다.
2. 큄비 반장이 폭발한다.
3. 수사를 개시한다.
4. 그리고 이걸 듣고 있던 페니와 브레인이 진짜 수사를 개시한다. 주로 페니는 조사 역이고 브레인은 변장한 채로 잠입해 가제트 형사를 몰래 보좌한다. 보통은 이러다 페니가 붙잡히는 경우가 많다.
5. 가제트가 브레인을 범인으로 지목하고 뒤를 쫒는다.
6. 브레인은 페니로부터 진범의 정체를 전달받고 가제트를 진범에게 유도한다.
7. 범인은 가제트의 운빨로 잡힌다.
8. 가제트는 큄비 반장에게 칭찬을 받게 되고 그 모습을 보고 페니와 브레인이 즐거워한다.
9. 클로우 박사는 다음을 기약하며 도주한다.
주인공 가제트를 비롯한 형사 가제트에 등장하는 캐릭터 대부분이 심한 주걱턱이다.
이 작품은 사실 경찰의 무능함을 교묘하게 비꼰 작품이다. 사건이 일어나지만 가제트나 큄비 반장 일원들이 제대로 일 처리를 한 적이 거의 없으며, 어린 소녀와 개가 모든 사건을 해결하니 말 다했다.
1988 서울 올림픽 기념으로 만들어진 대원씨아이(당시에는 대원동화) 애니메이션 달려라 호돌이에서 가제트 모자와 옷차림을 똑같이 한(물론 얼굴은 다르지만 머리카락이 나온 것에서 무표정하고 눈이 작은 가제트 얼굴 같다.) 악역이 나왔었다. 시종일관 말이 없고 손가락에서 빔을 쏴대던 녀석인데 정체는 로봇...이 애니메이션에서는 대원동화가 하청해 만든 초전자로보 가랏트에 나온 로봇까지 무단으로 나오기까지 했다. 이런 것을 서울올림픽 기념이라고 만들었으니 요즘 나왔다면... 세계는 서울로
Nostalgia Critic이 가제트 크리스마스 특별판을 리뷰한 적이 있었는데, 늘 그렇듯 페니 찬양을 늘어놓던 중 막판에 갑자기 페니가 등장해서 사실 가제트 삼촌은 자기가 만들어낸 로봇이며, 자기가 진짜 흑막이었고 앞으로 지구를 지배할 것이라며 무시무시한 일장연설을 늘어놓는 애니메이션이 나온다. 이때 페니의 성우는 오리지널 페니의 성우인 크리 서머즈.
로봇 치킨에서 패러디했다. 가제트가 OS를 사이버다인 사의 스카이넷(터미네이터 시리즈의 그거 맞다.)으로 바꾸고 터미네이터화된다. 그리고 닥터 클로 왈 "이제 가제트를 조종할 수 있으니 이제 내 진정한 숙적을 없앨 수 있겠어. 10살 짜리 소녀 말이지."(...)
참고로 이 애니메이션의 오프닝 곡은 전 두산 베어스 소속 내야수 고영민의 응원가로 쓰였다.
iPhone 게임 소개 영상.
음성용달 다마스퀵/이사/퀵
map.naver.com/local/siteview.nhn?code=12957822&_ts=1536199721489
라보/다마스퀵/인천 청주공항/개고양이,전자피아노/장거리/중고배달거래/전국
믿음직한 전국공차 화물운송
1800-0510.co.kr
회사소개
요금표
차량사이즈
견적문의
전국음성용달운송1~25톤 실시간배차,용달,공차,기업및 공장화물 전문, 견적요청환영
음성군 알바야 플랫폼사용시
albaya.ai
건설,여성,물류,공장,농촌,어촌,중장비,화물,용달,일자리 내주변 쉽고 빠르게 매칭
```
일본에서는 "가제트 경부(ガジェット警部)"로 방영했으며, 영국식 경찰 제도를 따르는 곳에서는 Inspector의 뜻이 경위이긴 한데, 미국의 NYPD에서의 경우는 총경급의 고위직(Deputy Inspector)이거나 형사(Detective)와 동일 계급인 수사관(Inspector)이라는 뜻의 계급이 따로 있다. 특히 가제트의 실제 배경이 뉴욕이라는 점에선 오히려 한국의 형사라는 번역이 더 정확한 편. 딕의 북미 지부를 담당했던 앤디 헤이워드의 아이디어를 토대로 프랑스 출신의 장 샬로팽, 브루노 비앙키가 아이디어를 구체화, 각색했다. 여기에 캐나다의 넬바나 스튜디오, 일본의 도쿄 무비 신사가 참여해 4개국 공동작이 되었다. MBC 방영 이전에 AFKN을 통해서 접한 사람들이 많았다. 사이파이 해리처럼 iTV의 몇 안되는 자체 더빙작이기도 하다. 형사 가제트 최후의 사건과 그림체를 공유하며, 가제트를 형사 대신 특수요원으로 만들고 브레인의 대타로 가제티니를 등장시키는 등, 각종 새로운 설정을 도입했다. 딕, 폭스 키즈 유럽, 사반의 3사 합작으로, 제작진도 초대작을 담당했던 앤디 헤이워드, 장 샬로팽, 하임 사반 등이 복귀했다. 1997년의 Wacky World of Tex Avery가 나오기 전까지, 1983년 이후 딕이 직접 만든 유일한 고유 프랜차이즈였다. 1990년대 내내 과거의 위상을 상당수 잃어버린 DiC 엔터테인먼트는 그 이후인 2000년대 초반에서야 카툰네트워크나 니켈로디언처럼 자체 컨텐츠 제작에 본격 투자하기 시작했다. 페니와 브레인의 위치를 헤더 요원, 그리고 변신 가능한 로봇개 G-9(지나인)이 대신하고 있으며 클로우 박사 대신 스파이드라가 주 악당으로 등장한다. 매드캣은 독수리 보리스로 대신하고, 큄비 반장에 대응하는 인물로 스트롬볼리 서장을 등장시켰다. 당시 가젯보이(KBS판에서는 당연히 가제트)의 성우는 KBS판은 정미숙, SBS판은 손정아가 맡았고, 헤더의 성우는 김수경. 스파이드라의 성우는 최문자. 주요 인물들이 인터폴 소속으로 바뀌면서 국적과 인종도 다양화되어 스트롬볼리 서장은 이탈리아 억양을 쓰는 이탈리아계, 마일론 박사는 어린 시절 스위스로 건너가 스위스 억양을 쓰는 걸로 설정되었으며 가젯 보이는 미국 뉴욕에서 일하고, 독수리 보리스는 영문판 기준 러시아식 억양을 썼다. 시즌 2부터는 역사 교육 컨텐츠의 형태로 포맷을 바꿨다. DiC 엔터테인먼트와 프랑스 방송사 M6의 합작으로, 프랑스 애니메이션(France Animation. 1990년대의 애니메이션 제작사)이 제작에 참여했다. 참고로 꼬마탐정 가제트가 나오기 전, DiC 엔터테인먼트에서는 "Gadget Girl"이라는 성전환판 가제트를 기획했었다. 하지만 계획이 변경되어 꼬마탐정 가제트를 기획하면서 Gadget Girl은 무산되었다.# 돌아온 형사 가제트와 그림체를 공유하며, 12세로 재설정된 페니를 비롯한 캐릭터 디자인도 변경되었다. 실사영화판의 설정이 일부 수용되면서 가제트 모빌도 올드카 스타일에 인공지능이 딸려나온 것도 특징이라면 특징. 형사 가제트 사상 최초의 CG 애니메이션이자 DiC 엔터테인먼트가 직접 만든 마지막 가제트. 본래는 극장판 시리즈로 만들려고 했으나, 평판이 워낙 안 좋아서 이 작품만 제작되었다. 꼬마탐정 가제트, 크리스마스를 구하다, 최후의 사건의 자막판이 2020년까지 라프텔의 VOD 서비스를 통해 제공되었으며 최후의 사건, 최대의 사건 VOD도 일시적으로 구글 플레이 등지에서 서비스했다. 현 와일드브레인(WildBrain). DiC 엔터테인먼트 작품들의 판권을 가지고 있다. 한국에서는 카툰네트워크 코리아, 부메랑, EBS가 더빙 방영했다. EBS판 공식 사이트 본래 20여분짜리였던 것을 현 세대 아이들에게 맞추고자 러닝타임도 10분으로 짧아지고, 거기 맞춰서 에피소드의 전개 속도도 빨라졌다. 원작자 중 하나인 장 샬로팽도 에스콰이어 지의 2015년 속편 기사에서 이 부분을 언급했다. 다만 한국어 더빙판에서 닥터 클로우가 매드 고양이를 부를때는 그냥 "고양아"라고만 부른다. 한국 더빙명은 탈론이 되었다. "돌아온 형사 가제트"에서도 탤런과는 별개의 조카 윌리엄 "빌리" 토(William "Billy" Thaw)가 등장한다. 다만 이쪽은 악역과는 거리가 먼 인물. 외국의 가제트위키에 따르면,16~17살이라고 한다. 페니도 처음에는 탈론을 좋아했는데 탈론이 악당이라는 사실에 충격에 빠졌으며, 탈론도 언젠가 한 번 가제트를 조용히 쫓아다니다가 페니와 만났을 때 
하라는 악당 짓은 안 하고
 데이트 비슷하게 가만히 있기도 한다. 탈론과 페니가 미묘한 기류로 있으면 그 사건은 대부분 브레인이나 가제트가 해결한다. 이 경우 대부분 시덥잖은 이유로 일을 벌일때다. 러시아 요원 파샤가 잘생긴 매드 요원이라고 언급 했었다. 또한 작중에도 이것 말고도 여러번 언급 되었다. 잘생긴 것과는 별개의 말이지만, 페니가 탈론이 귀엽다고 언급한 적이 있다. 실제로도 잘생기고 행동도 귀여운 모양새... 
그냥 페니 콩깍지일 수도
 작중 언급으로는 컴퓨터 공학이나 무기 디자인등에 일가견이 있는 것으로 보인다. '만능 ○○'라는 표현은 사실 한국판 한정으로, 당시 가제트를 담당했던 성우의 애드립이었다고 한다. 참고로 이 에피소드 때 가제트가 순찰차를 끌고 수리점으로 주차한답시고 가게의 유리창에 차를 들이 받았다(...). 그리고 토스트기가 고장났으니 수리 해달라고 하니까. 그 수리공은 아무 말 없이 새 토스트기로 바꾸어 주었다. 참고로 마지막까지 유리창 손해배상이 어쩌니 하는 말은 단 한마디도 안했다!! 심지어 가게 주인도 신경 안 쓴다!! 묻힌 듯이 언급 자체도 없고 아무 문제도 없이 차를 뺀다. 아무래도 흔한 일인 듯... 극장판에서 가제트가 인조인간이 되기 전에는 소형 해치백인 쉐보레 셰베트를 빌려 운전했었고, "최후의 사건" 편에서는 중간에 최첨단 기술이 구비된 소형 해치백인 R2K으로 바꾸었다. 초대 가제트 모빌도 몇 차례 재등장한 적이 있다. 2002년 TV 극장판 "최후의 사건"에서는 액자 사진으로 등장하며 2015년 리메이크판 1편에 본부에 보존되어 있던 상태로 잠시 등장했고, 백 투 더 퓨처의 패러디 에피소드에서는 타임머신으로 등장했다. 참고로 스컬걸즈의 피콕 자체가 대놓고 가제트를 패러디했으며 17번 색깔도 가제트를 모티브로 했다. 첫 번째는 크리스마스 스페셜과 SNES 게임에서 쓰인 1990년대 초반 테마곡, 두 번째는 돌아온 형사 가제트의 2000년대 초반 테마곡, 세 번째는 형사 가제트 최후의 사건(1:00부터)~형사 가제트 최대의 사건에서 쓰인 2000년대 중반 테마곡이다. 디즈니 제작답게 로고송 'When You Wish Upon a Star'를 사용하고 있다. 아예 페니와 브레인에게 당해서 가제트 앞에 높이는 경우도 있다.
```